# Peter-und-Paul-Kirche (Heimerdingen)

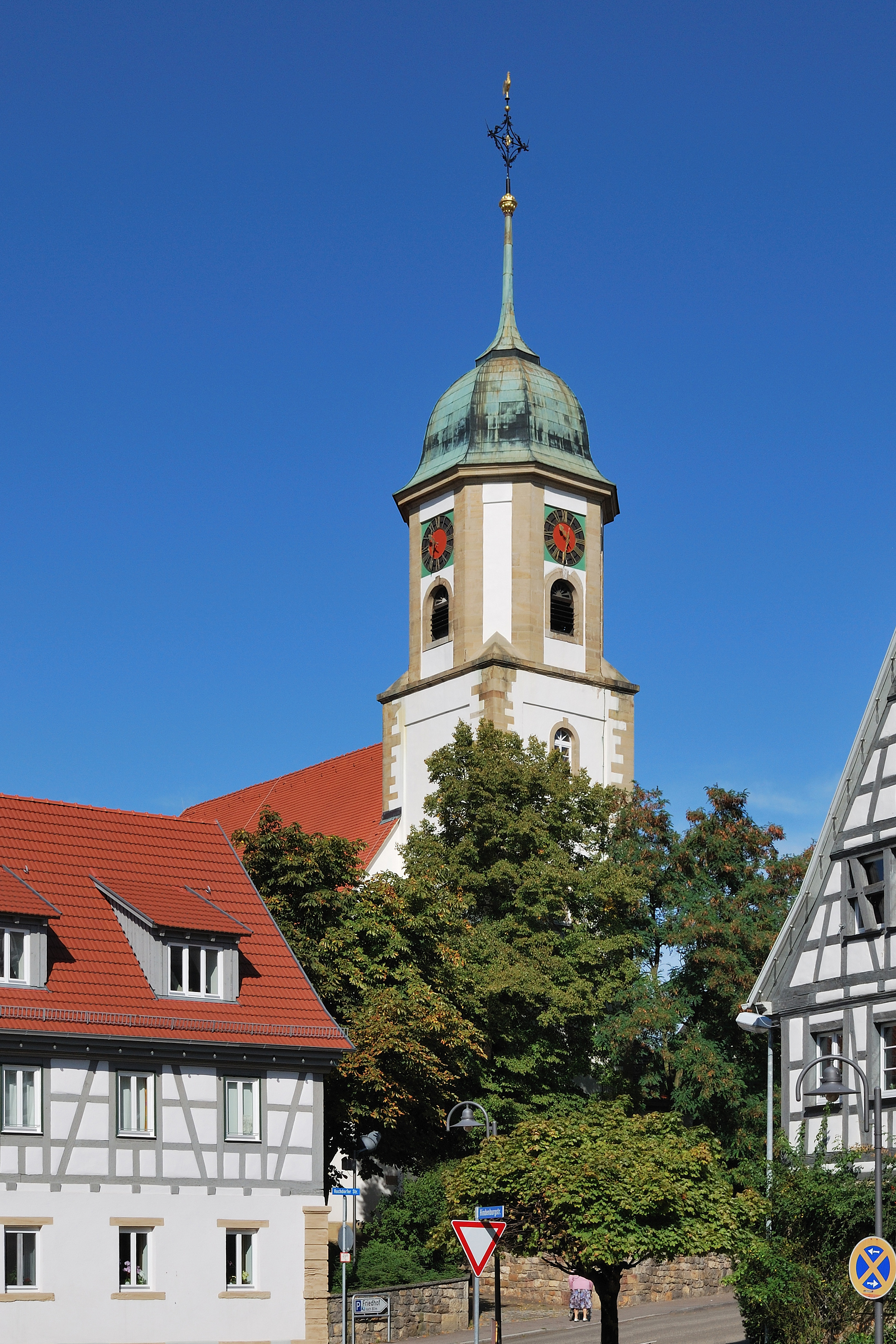
Peter-und-Paul-Kirche

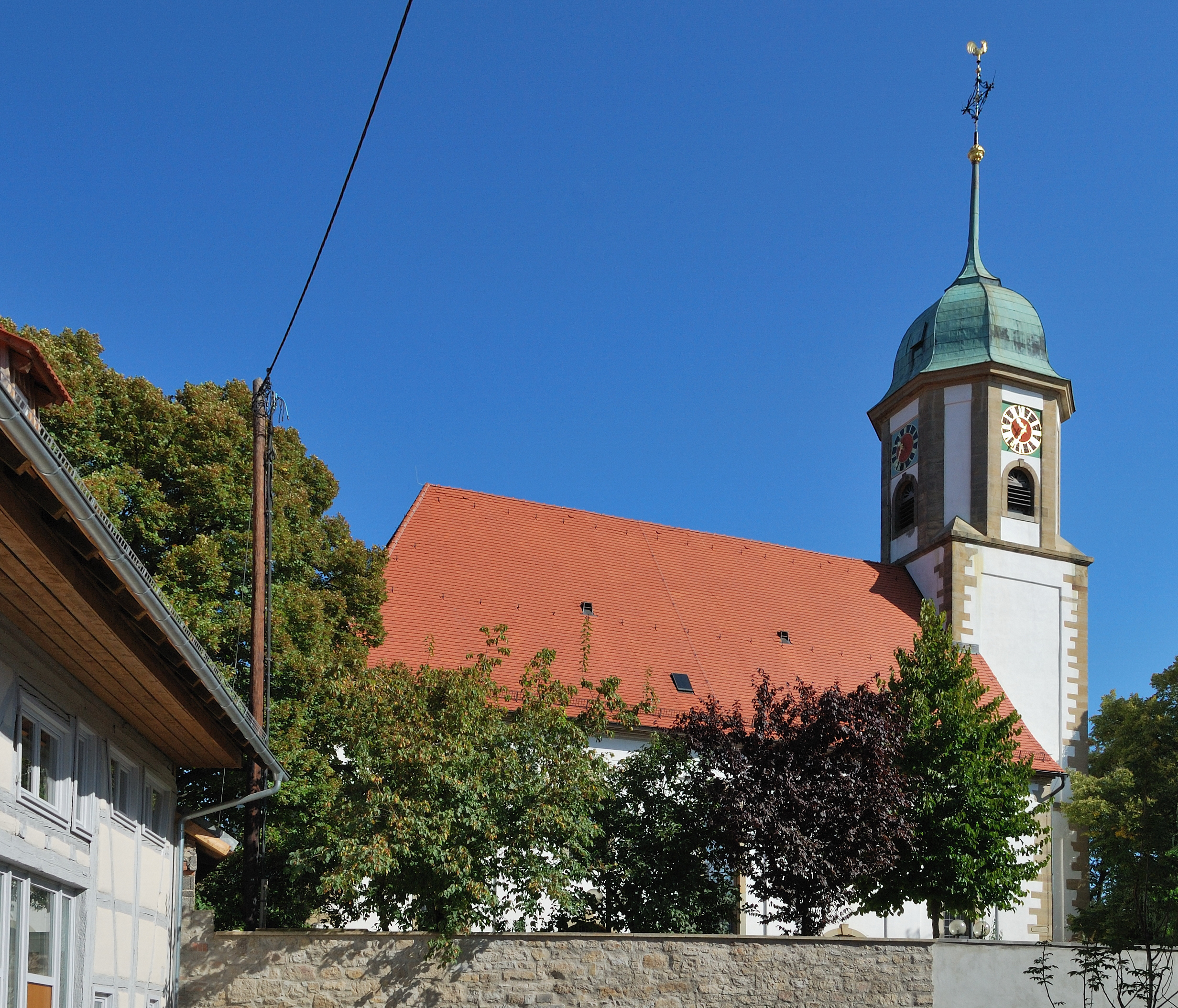
Peter-und-Paul-Kirche

Die Peter-und-Paul-Kirche ist die evangelische Pfarrkirche der Gemeinde Heimerdingen, eines Ortsteils der Stadt Ditzingen.

## Geschichte
Über die Gründung der Kirchengemeinde liegen keine Nachrichten vor. Allerdings findet sich schon im Codex Edelini, einem Güterverzeichnis des Klosters Weißenburg aus dem 9. Jahrhundert, ein Hinweis auf die Existenz einer vorromanischen Basilika, sofern sich der Beleg nicht auf das bayerische Heimertingen bezieht. In vorreformatorischer Zeit unterstand die Kirche dem Landkapitel Vaihingen, ab 1275 dem Landkapitel Grüningen der Diözese Speyer. Als Filialdörfer gehörten zur Parochie bis 1200 auch die Ortschaften Weissach und Flacht.
1283 und 1299 wird jeweils ein Vizepleban als Geistlicher an der Kirche genannt. Die Pfarrpfründe war oft im Besitz lokaler Adeliger, die sich für die geistlichen Handlungen durch Mietgeistliche vertreten ließen. So war bis 1355 der Edelknecht Fritz Sturmfeder Kirchherr, 1372 Hermann von Nippenburg und 1387 Wolfram von Nippenburg. 1316 kam die Lehnshoheit über die Kirche an die Grafen von Württemberg, die nach und nach auch die Herrschaft über das ganze Dorf an sich zogen. In vorreformatorischer Zeit bestanden eine Kaplanei (St. Barbara) ein Liebfrauenaltar, die mit einer Kaplanei- bzw. Frühmesspfründe dotiert waren. Beide waren vermutlich Stiftungen des Ortsadels. Ihre Pfründen wurden wie die Pfarrpfründe um 1524/29 durch die Landesherrschaft vergeben. Der Frühmesser verfügte über ein Haus beim Oberen Tor, der Inhaber der Kaplanei St. Barbara über je einen Hof in Heimerdingen und Hochdorf.
1534 wurde in der Gemeinde die Reformation eingeführt. 1541 verzichtete mit Bernhard Schlag (Schlack) aus Münchingen der letzte Frühmesser auf seine Pfründe und ließ sich ins Kloster Maulbronn aufnehmen. Erste lutherische Geistliche waren Bartholomäus Rosch (1535–1568), Magister Theophil Cleber (1568–1574, vorher Pfarrer in Ulbach), Magister Pistorius (1574–1581) und Melchior Bärtsch (1581–1591).
Von 1821 bis 1826 wirkte der Theologe und Mathematiker Wilhelm Ludwig Christmann als Pfarrer an der Kirche.

## Kirchenbau
Das Kirchengebäude wurde 1484 als spätgotische Hallenkirche neu errichtet. Bei einem Brand, der von einem benachbarten Stall des Adlerwirts übergriff, wurde die Kirche am 2. November 1776 vollständig zerstört. An ihrer Stelle entstand 1777 ein Neubau nach Plänen des Kirchenrats-Baumeisters Wilhelm Friedrich Götz, der schon am 9. November 1777 eingeweiht werden konnte. Die Maurer- und Steinhauerarbeiten wurden durch den Hofmaurer Johann Jakob Barth ausgeführt. Das heutige Kirchengebäude ist ein fünfachsiger barocker Putzbau mit geradem Westschluss und einem quadratischen Ostturm mit achtseitigem Glockengeschoss. Das Dach ist im Westen abgewalmt. Die kupfergedeckte welsche Haube des Turms wird von Kugel, Kreuz und Hahn bekrönt.

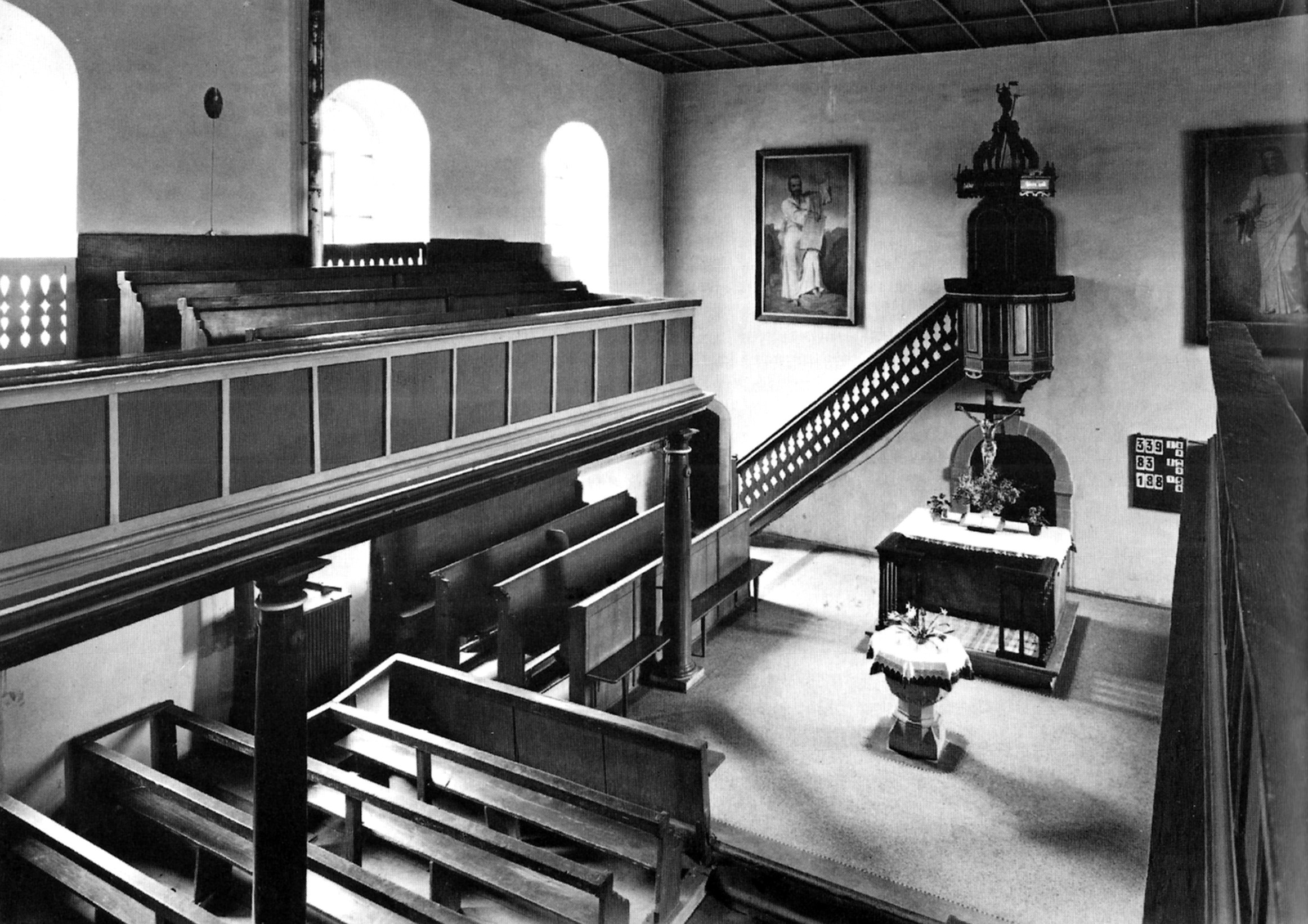
Blick in die Peter-und Paul-Kirche vor 1964

Das Innere der Kirche wurde 1964 gründlich renoviert und präsentiert sich seither weitgehend schmucklos. Zuvor schon (1960) war die Außentreppe zur Empore beseitigt worden. Im Zuge der Renovierung wurde über dem schlichten Tischaltar ein Hängekreuz des Bildhauers Ulrich Henn mit Szenen aus der Passions- und Ostergeschichte angebracht. Es zeigt auf dem senkrechten Balken von unten nach oben die Taufe Jesu, Fußwaschung, Kreuzigung und Auferstehung, auf dem Querbalken den Einzug in Jerusalem (Palmsonntag) und die Gefangennahme Jesu.
Von der historischen Ausstattung sind die Grabdenkmale für den Schultheißen Sebastian Zeller d. Ä. († 1617) und seinen Sohn Sebastian Zeller d. J. († 1615) aus der Werkstattnachfolge von Leonhard Baumhauer erhalten. Die beiden Verstorben werden als Ganzfigur in vornehmer spanischer Tracht dargestellt.

## Orgel
1765 erhielt die Kirche ihre erste Orgel (6 klingende Stimmen). Sie wurde gebraucht aus der Gemeinde Kuppingen bei Herrenberg übernommen und beim Brand von 1776 vernichtet. 1777 baute der Orgelbauer Johannes Jakob Pfeiffer (Stuttgart) für den Kirchenneubau ein neues Instrument mit 10 klingenden Stimmen, das 1850 durch einen weiteren Neubau (14 klingende Stimmen auf zwei Manualen und Pedal) des Orgelbaumeisters Carl Gottlieb Weigle (Stuttgart) ersetzt wurde.

## Geläut
Das mittelalterliche Geläut wurde beim Brand von 1776 zerstört. Neue Glocken lieferte der Glockengießer Carl Friedrich Blüher aus Stuttgart. Nach Abgaben im Zweiten Weltkrieg erhielt die Kirche 1949 eine und 1958 drei weitere neue Glocken, letztere von der Glockengießerei H. Kurtz in Stuttgart. Tag der Glockenweihe war der 18. Mai 1958.

## Kirchhof
Der Kirchhof der Peter-und-Paul-Kirche diente ursprünglich auch als Begräbnisplatz der Gemeinde. Vermutlich wurde während der Pestepidemie von 1596/98 auf einem westlichen angrenzenden Grundstück ein neuer Friedhof angelegt, der den Kern des heutigen Gemeindefriedhofs bildete. Zu den auf dem heutigen Friedhof beigesetzten Personen gehört unter anderem Friedrich Mayer, Lehrer und Verfasser pietistischer Schriften.